# 동북아시아은행
동북아시아은행(東北아시아銀行, North East Asia Bank)은 조선민주주의인민공화국의 은행이다. 조선로동당 조직지도부 산하 기관이자 조선민족보험총회사의 자매기관이다.
1995년 1월 26일 네덜란드에 본사를 둔 ING 그룹이 조선민주주의인민공화국의 조선민족보험총회사 산하 조선국제보험회사와 합작으로 1천 5백만 달러(당시 약 120억 원 상당)의 규모로 ING 동북아시아은행을 세우기로 합의했으며, 12월 평양직할시에 세워졌고 초대 지점장으로는 영국인 알레스테어 왓슨이 임명됐다. ING 동북아시아은행의 설립 당시 자본금 1천 5백만 달러 가운데 70%는 ING 그룹이, 30%는 조선민주주의인민공화국측이 출자했으며, 초기에는 라진·선봉 경제 무역 지대에 본사를 두고 평양직할시에 사무소를 둘 계획이었다. 조선민주주의인민공화국의 대외무역과 관련된 무역금융과 개발 계획의 융자, 조선민주주의인민공화국 원 수요자들을 위한 대부 관련 업무, 조선민주주의인민공화국에 진출을 희망하는 서방 기업의 정보 제공 및 융자 등을 업무로 삼았다.
1999년 ING 그룹이 조선민주주의인민공화국의 열악한 금융 제도로 인해 사업에서 철수했으며, 조선국제보험회사가 ING 그룹의 지분을 인수해 은행의 이름을 오늘날의 동북아시아은행으로 바꾸어 운영하고 있다.
2016년 12월 미국 재무부는 조선민주주의인민공화국의 제5차 핵 실험과 무기 개발을 지원한 혐의로 동북아시아은행을 금융거래 제재 대상에 포함시켰으며 2017년 3월 17일에는 SWIFT에서 동북아시아은행을 차단했다.

## 같이 보기
- ING 그룹